# Конвой № 1041
Конвой № 1041 — японський конвой часів Другої світової війни, проведення якого відбувалось у липні 1943 року.
Місцем призначення конвою був Рабаул — головна база в архіпелазі Бісмарка, з якої японці провадили операції на Соломонових островах та сході Нової Гвінеї. Вихідним пунктом при цьому став атол Трук (нині Чуук) у східній частині Каролінських островів, де ще до війни була створена потужна база ВМФ, з якої до лютого 1944 року провадились операції у цілій низці архіпелагів.
До складу конвою № 1041 увійшов лише один транспорт «Шинсей-Мару № 17» (Shinsei Maru No.17), який охороняв мисливець за підводними човнами CH-33.
4 липня 1943 року конвой вийшов із Труку та попрямував на південь. У цей період на комунікаціях архіпелагу Бісмарка ще не діяла авіація, проте вони традиційно перебували під загрозою з боку підводних човнів США. Утім, проходження конвою № 1041 відбулось без інцидентів і 8 липня він прибув до Рабаула.